# Sp1
Sp1 es un factor de transcripción humano implicado en la expresión génica que tiene lugar durante el desarrollo temprano de un organismo. Sp1 pertenece a la familia de factores de transcripción Sp/KLF. Esta proteína tiene 785 aminoácidos y un peso molecular de 81 kDa. La secuencia completa de la proteína puede ser encontrada en la página del NCBI, con el número de acceso NP_612482. Sp1 contiene un motivo de dedos de zinc mediante el cual se une directamente al ADN y favorece la transcripción. Sus dedos de zinc son del tipo Cys2/His2 y reconocen la secuencia consenso 5'-(G/T)GGGCGG(G/A)(G/A)(C/T)-3' (elemento GC). Fue descubierto en 1983 y ha sido modificado desde entonces para formar Sp1C, que tiene un dominio de unión a ADN del tipo dedos de zinc. En el virus SV40, Sp1 se une a las cajas GC en la región reguladora (RR) del genoma.
Sp1 ha sido utilizado en diversos estudios como proteína control para comparar con los niveles aumentados o disminuidos de receptor de aril hidrocarburos y/o de receptor de estrógeno, debido a que se une a ambos y generalmente se mantiene a un nivel constante.

## Interacciones
La proteína Sp1 ha demostrado ser capaz de interaccionar con:
- MEF2C[3]
- MEF2D[4]
- E2F1[5][6][7]
- POU2F1[8][9]
- HCFC1[10][9]
- RELA[11][12]
- CEBPB[13][14]
- HMGA1[14]
- MSX1[15]
- GABPA[16]
- SUMO1[17]
- SMAD3[18][19]
- HDAC1[20][21][22][23]
- HDAC2[24][22][23]
- Huntingtina[25]
- KLF6[26]
- PSMC5[27][17]
- AATF[20]
- PPP1R13L[28]
- Receptor esteroidogénico 1[29]
- Miogenina[30]
- TAL1[31]
- Proteína de la leucemia promielocítica[32]
- Ubiquitina C[17]